# Srećko Bijelić
Srećko Bijelić (Bribir, 18. prosinca 1930. - Zagreb, 22. rujna 2004.) je bio hrvatski političar i hrvatski proljećar, istinski velikan zajednice Srba u Hrvatskoj koji je "kao Srbin svojoj je hrvatskoj domovini pokazao da je moguć suživot raznih nacionalnosti". Bio je na glasu kao borac za istinu i pravdu, posebice za "malog čovjeka", pri čemu je nerijetko za te obespravljene ljude žrtvovao i vlastito zdravlje i osobni položaj, "vertikala hrvatskog i osobnog poštenja, jedinstven čovjek koji nikada nije iznevjerio".

## Životopis
Srećko Bijelić rodio se je 1930. godine u Bribiru kraj Skradina. Studirao je u Zagrebu gdje je diplomirao 1962. godine na Pravnom fakultetu.
1943. godine se je pridružio hrvatskom antifašističkom pokretu. Članom SKOJ-a postao je 1945. godine a članom KPJ 1948. godine.
Poslije je obnašao visoke gospodarske i političke dužnosti. U gospodarstvu je bio na čelu poduzeća Janko Gredelj. 
U politici je bio na čelu Narodne omladine Hrvatske kojoj je bio predsjednikom CK. Bio je u Izvršnom komitetu CK SKJ i članom član Predsjedništva Saveza komunista Jugoslavije. U doba hrvatskog proljeća obnašao je dužnost potpredsjednika CK SK Zagreba. Bio je svjestan stanja, odnosa i procesa u ondašnjoj socijalističkoj Jugoslaviji i položaj Hrvatske u toj zajednici država. Bio je bitnim dijelom hrvatskog rukovodstva, s kojim se je zalagao za to da se donese novi Ustav Ustava koji bi regulirao položaj ondašnjih jugoslavenskih republika.
Nakon sjednice Izvršnog komiteta SKH 30. studenoga i 1. prosinca 1971. godine u Karađorđevu, te 1. i 2. prosinca iste godine na 21. sjednici CK SKJ, ostavke su podnijeli Savka Dabčević-Kučar, Miloš Žanko, Miko Tripalo, Pero Pirker, Marko Koprtla i Janko Bobetko, a također je odlučeno da se s dotadašnjih dužnosti smijene predsjednik i potpredsjednik CK SK Zagreba Srećko Bijelić i Dragutin Haramija (Bijelićev višegodišnji suradnik), a za novu predsjednicu CK SKH izabrana je Milka Planinc. Bijelić je potom isključen iz političkog i društvenog života i razriješen je svih dužnosti zbog frakcionaštva i nacionalizma. To ga nije obeshrabrilo, nego je i nakon što je smijenjen u Karađorđevu ustrajno je branio poziciju Hrvatske i kao Srbin iskreno branio hrvatsku domovinu.
Političkim liberalizacijama koncem 1980-ih aktivirao se u političkom životu. Na prvim višestranačkim izborima u Hrvatskoj 1990. godine bio je u Koaliciji narodnog sporazuma. Kad je listopada 1990. godine osnovana Hrvatska narodna stranka, bio je u užem rukovodstvu stranke, zajedno s predsjednicom Savkom Dabčević-Kučar, Mikom Tripalom, Dragutinom Haramijom, Krešimirom Džebom, Ivicom Vrkićem, Slavkom Meštrovićem i Radimirom Čačićem; u vrhu je stranke bio od 1990. do 2004. godine. Poslije je još bio u Savjetu stranke. 
Nakon izbora, 1991. godine se je uključio u borbu za stvaranje samostalne i suvremene hrvatske države.
Bio je izabran u prvi i drugi saziv Hrvatskog sabora.
Napisao je mnogo stručnih radova. Objavio je 1971. godine knjigu na temu radničkog samoupravljanja Samoupravljačka pozicija i tiskana je u dva izdanja.

## Zanimljivosti
- U svome drugom zastupničkom mandatu po broju javljanja za raspravu bio je najaktivniji zastupnik saziva Zastupničkog doma Hrvatskog državnog sabora kada je u četiri godine 394 puta imao potrebu izreći svoje mišljenje o razmatranim zakonima, ispraviti krivi navod ili zatražiti multidisciplinarnu analizu.[6]